# NGC 3356
NGC 3356 је спирална галаксија у сазвежђу Лав која се налази на NGC листи објеката дубоког неба.
Деклинација објекта је + 6° 45' 32" а ректасцензија 10h 44m 12,4s. Привидна величина (магнитуда) објекта NGC 3356 износи 12,9 а фотографска магнитуда 13,7. Налази се на удаљености од 68,537 милиона парсека од Сунца. NGC 3356 је још познат и под ознакама UGC 5852, MCG 1-28-4, CGCG 38-5, VV 529, PGC 32021.